# إميلي كاين
اميلي كاين (بالفرنسية: Émilie Caen )‏ هي ممثلة فرنسية.

## قائمة الأعمال

### الأفلام
- (2011) المنبوذون
- (2014) ما الذي قدمناه للرب[4][5]

## وصلات خارجية
- إميلي كاين على موقع IMDb (الإنجليزية)
- إميلي كاين على موقع ألو سيني (الفرنسية)
- إميلي كاين على موقع أول موفي (الإنجليزية)
- إميلي كاين على موقع قاعدة بيانات الفيلم (الإنجليزية)
- إميلي كاين على موقع كينوبويسك (الروسية)